# أوستن رايت
أوستن رايت (بالإنجليزية: Austin Wright) (و. 1922 – 2003 م) هو كاتب، وناقد أدبي، وكاتب مقالات، وروائي من الولايات المتحدة الأمريكية. ولد في يونكيرس.
توفي في سينسيناتي، أوهايو، عن عمر يناهز 81 عاماً.

## التعليم
تعلم في جامعة هارفارد، وجامعة شيكاغو.

## روابط خارجية
- أوستن رايت على موقع IMDb (الإنجليزية)
- أوستن رايت على موقع قاعدة بيانات الفيلم (الإنجليزية)